# Louis Lully

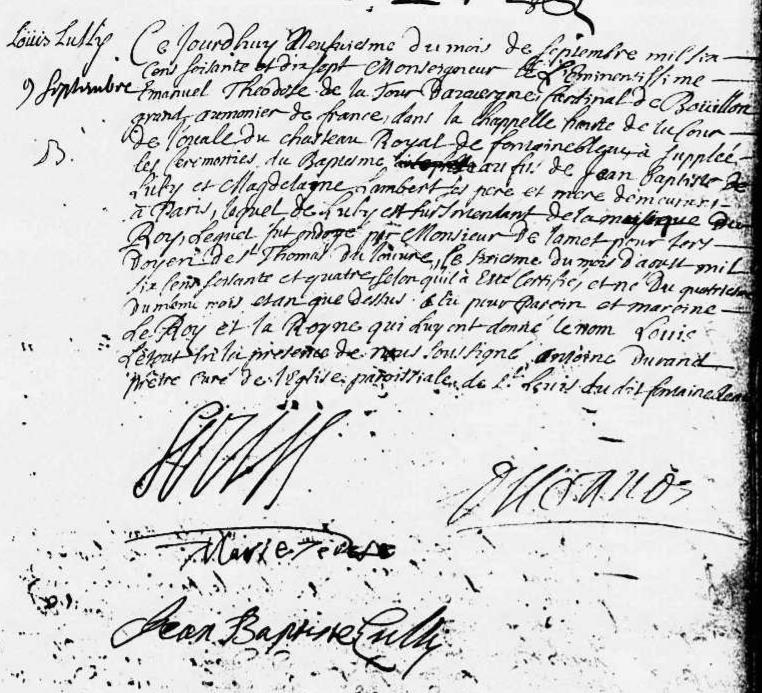
Atto di battesimo di Louis Fontainbleau

Louis Lully (Parigi, 4 agosto 1664 – Parigi, 1º aprile 1734) è stato un compositore francese, primogenito di Jean-Baptiste Lully.

## Biografia
Louis Lully condusse una vita dissoluta, contraendo anche molti debiti e finendo in prigione, motivo per cui rischiò di essere diseredato dal padre.
Non ebbe una carriera brillante e non ereditò nessuno dei posti che Jean-Baptiste Lully ebbe nel corso della sua sfolgorante carriera.
Compose tragédies lyriques e balletti di discreto successo, Zefiro e Flora (1688), in collaborazione con il fratello Jean-Louis e Pierre Vignon, e Alcide (1693) con Marin Marais. L'Orfeo (1690), unica opera che scrisse da solo, fu fischiata proprio in occasione della prima, ma riveste invece un certo interesse per l'importanza data al recitativo accompagnato, che è una caratteristica originale del melodramma francese di fine Seicento.